# 江並隆
江並 隆（えなみ たかし、1928年 - 2002年5月27日）は、日本の俳優。

## 経歴
大阪府大阪市出身。本名は江並高美。
2002年5月27日、肝硬変のため死去。

## 出演

### テレビドラマ
- 銭形平次 (大川橋蔵)
  - 第103話「平次一番纏」（1968年） - 川合幸助
  - 第764話「この愛に生きる」（1981年） - 平戸屋
- プロファイター 第2話「夜をデザインする女」（1969年）
- 人形佐七捕物帳 (1977年のテレビドラマ) 第26話「はぐれた二人の絆」（1977年） - 美濃屋
- 水戸黄門（TBS / C.A.L）
  - 第8部 第17話「鹿が知ってた悪い奴 -奈良-」（1977年） - 佐藤和泉守
  - 第12部 第4話「兄と呼ばれた格之進 -諏訪-」（1981年） - 石井帯刀
  - 第13部
    - 第22話「復讐! 化け猫騒動 -佐賀-」（1983年） - 稲葉帯刀
    - 第25話「消えた黄門様 -延岡-」（1983年） - 榊原外記

  - 第15部
    - 第28話「助さんは替え玉亭主 -岐阜-」（1985年） - 石山勘兵ヱ
    - 第39話「野望砕いた江戸城の対決 -江戸-」（1985年） - 川瀬求女

  - 第16部
    - 第13話「想い叶えた愛の組紐 -膳所-」（1986年） - 山西頼母
    - 第37話「初春献上二人彫 -日光-」（1987年） - 佐嶋壽平

  - 第18部 第22話「祇園太鼓で悪退治 -小倉-」（1989年） - 北野屋
  - 第19部
    - 第15話「陰謀暴く天狗面 -新発田-」（1990年） - 溝口重雄
    - 第21話「烏に狙われた女 -富山-」（1990年） - 城代家老 吉野

  - 第20部
    - 第10話「悪を裁いた仇討ち芝居 -姫路-」（1991年） - 新藤主膳
    - 第40話「津軽馬鹿塗り情け塗り -弘前-」（1991年） - 安藤庄左衛門

  - 第22部 第35話「飛脚競べで悪を討つ -宇都宮-」（1994年） - 天野屋
  - 第26部
    - 第17話「献上硯の腕競べ -長府-」（1998年） - 小谷三左衛門
    - 第21話「間違えられた縁談話 -福知山-」（1998年） - 高津瀬綱

  - 第27部 第23話「嫁と認めぬ頑固医者 -飯山-」（1999年） - 石丸矢太夫
- 大岡越前 (テレビドラマ)
  - 第5部 第10話「殴り込み仁術」（1978年） - 瀬川玄沢
  - 第7部
    - 第13話「目撃者はお高祖頭巾の女」（1983年） - 西尾隠岐守
    - 第27話「将軍暗殺危機一髪」（1983年） - 有馬兵庫頭

  - 第8部 第19話「闇夜に咲いた魔性の女」（1984年） - 老中
  - 第9話 第17話「謎の女賊は恩人の娘」（1986年） - 阿部豊後守
  - 第15部 第14話「小さな出会い」（1998年） - 老主人
- 暴れん坊将軍シリーズ
  - 吉宗評判記 暴れん坊将軍
    - 第22話「天下を支える友情」（1978年） - 伊達少将宗村
    - 第107話「あわれ、女お庭番」（1980年） - 木曽屋
    - 第166話「鈴に誓った前髪剣法」（1981年） - 板倉土佐守

  - 暴れん坊将軍II
    - 第13話「修羅場に咲いた隠れ妻」（1983年） - 榊原采女正
    - 第31話「次郎吉 涙の恋泥棒!」（1983年） - 飯沼備中守
    - 第103話「質に入っため組の喧嘩!」（1985年） - 馬渕玄蕃頭
    - 第155話「永代橋に消えた恋!」（1986年） - 竹永儀左衛門

  - 暴れん坊将軍III
    - 第44話「母の情けの舞扇」（1988年） - 二階堂刑部
    - 第86話「隠密、二十年目に帰る」（1989年） - 山澄織部正
    - 第125話「紅い国から来た殺人者!」（1990年） - 田部源太夫
- 桃太郎侍（NTV）
  - 第107話「天狗が泣いた兄弟仁義」（1978年） - 内藤周防守
  - 第161話「夢から来た手紙」（1980年） - 白石十太夫
  - 第189話「走れ! お江戸の一番纒」（1980年） - 神谷主膳
  - 第204話「拾った財布に恨みがござる」（1980年） - 竹村弾正
  - 第212話「本家玉川一座と元祖玉川一座」（1980年） - 西野帯刀
  - 第224話「邪剣に勝った瓦版」（1981年） - 跡部山城守
  - 第253話「すずめ　涙の花嫁衣裳」（1981年） - 青木市蔵
- 長七郎天下ご免!
  - 第51話「影が狙った振り袖剣法」（1980年） - 安藤将監
  - 第61話「春雪八丁ぼり情話」（1981年） - 田所左京之介
  - 第81話「慕情に散った虚無僧寺」（1981年） - 佐伯弾正
- 必殺シリーズ（ABC / 松竹）
  - 必殺仕事人
    - 第78話「疾風技浮世節無情斬り」（1980年）- 弘前屋歳三

  - 必殺仕舞人
    - 第6話「花笠音頭は地獄で踊れ-山形-」（1981年） - 吉津典膳

  - 新・必殺仕事人
    - 第45話「主水 心配する」（1982年） - 柴雲堂半兵衛

  - 新・必殺仕舞人
    - 第10話「喧嘩も楽しい河内音頭」（1982年） - 谷

  - 必殺仕事人III
    - 第3話「アルバイトをしたのは同級生」（1982年） - 与力
    - 第30話「スギの花粉症に苦しんだのは主水」（1983年） - 藤兵衛

  - 必殺渡し人
    - 第5話「矢切の渡しで渡します」（1983年） - 大和屋利兵衛
- 斬り捨て御免!
  - 第2シリーズ 第21話「江戸浪人街の血闘」（1981年）- 若年寄・小笠原丹波守
- 影の軍団シリーズ
  - 影の軍団III 第7話「南から来た女間者」（1982年）
- 源九郎旅日記 葵の暴れん坊
  - 第6話「駿府茶どころ父子みち」（1982年） - 速水掃部
- 遠山の金さんシリーズ（NET → ANB/ 東映）
  - 遠山の金さん (高橋英樹)
    - 第1シリーズ
      - 第14話「母恋し! 緋牡丹仁義」（1982年） - 粂造
      - 第28話「手裏剣使いの女参上!」（1982年） - 藤兵衛
      - 第60話「炎の別離・怪盗浮世の鶴吉参上!」（1983年） - 神崎一学
      - 第73話「おんな牢秘話・二匹の女ねずみ小僧!」（1983年） - 矢沢政之助
      - 第90話「哀愁の羽蝶蘭・消音銃の女!」（1984年） - 小出多門
      - 第119話「女菩薩の如く、女夜叉の如し!」（1984年） - 儀平
      - 第137話「女子連れ旅・人の情けはいりませぬ!」（1985年） - 山辺弾正

  - 名奉行 遠山の金さん
    - 第3シリーズ 第10話「説教強盗の女」（1990年） - 井筒屋
    - 第4シリーズ 第6話「大奥騒乱! 千両箱の罠」（1991年） - 伊那屋千吉

  - 金さんVS女ねずみ 第13話「おさわり茶屋殺人事件」（1998年） - 水野越前守
- 長七郎江戸日記
  - 第1シリーズ
    - 第53話「幻の母を見た」（1985年） - 立花将監
    - 第55話「春のつむじ風」（1985年） - 土屋信濃守

  - 第2シリーズ 第12話「悲しい女」（1988年） - 永田半兵衛
- 土曜ワイド劇場
  - 京都殺人案内 第11作「美人社長誘拐さる！」（1985年） - 竹野昌一
- 翔んでる!平賀源内
  - 第6話「疑惑の十段」（1989年） - 市川団三郎
- 続続・三匹が斬る!
  - 第14話「悪虐の、僧と添い寝の花一輪」（1990年） - 伊藤太郎兵衛
- 銭形平次 (北大路欣也)
  - 第1シリーズ 第5話「二人の牝狐」（1991年） - 上総屋惣兵衛

### 舞台
- 美空ひばり公演「御存知ひばりの弁天小僧」（1975年）
- 田村正和「乾いて候一切なく生きて」（1992年）